# Карбоньяно
Карбоньяно (італ. Carbognano) — муніципалітет в Італії, у регіоні Лаціо,  провінція Вітербо.
Карбоньяно розташоване на відстані близько 55 км на північ від Рима, 17 км на південний схід від Вітербо.
Населення — 2021 особа (2014).
Щорічний фестиваль відбувається 26 травня. Покровитель — San Filippo Neri.

## Демографія
Населення за роками:

Станом на 1 січня 2023 року в муніципалітеті офіційно проживало 212 іноземців з 26 країн, серед них 81 громадянин країн Євросоюзу та 2 громадяни України.

## Сусідні муніципалітети
- Капрарола
- Фабрика-ді-Рома
- Непі
- Валлерано